# Medeltidens konst
Med medeltidens konst avses här den konst som producerades i Europa omkring 500–1500.

## Tidig kristen konst
Kristendomen utvecklades i det romerska riket, och som en naturlig konsekvens var den första kristna konsten starkt påverkad av den klassiska konsten vad gäller form, stil och innehåll. Nästan ingenting är känt om de två första seklerna av kristen konst. De äldsta kända kristna konstverken är begravningsbilder i Roms katakomber och några snidade sarkofager.

### Bildkonst
Den tidigaste kristna bildkonsten använde samma medier som den icke-kristna: Fresker, mosaiker, skulptur och manuskript var romerska till stil och form. Den mänskliga kroppen återgavs med naturliga proportioner, och i landskapscenerier användes luftperspektiv. Motivet i de första kristna bilderna var ofta identiskt med de äldre romerska men hade nu givits en helt ny innebörd. Till exempel påfågeln, vindruvsklasen och herdarna. Andra motiv som till exempel fisken tillkom.

### Arkitektur
Innan Konstantin den store konverterade till kristendomen hade de kristna i princip inga offentliga byggnader att tillgå. Gudstjänsterna hölls i privata hem som de som utgrävts i Dura-Europos. Efter ediktet i Milano stod det de kristna fritt att uppföra större offentliga byggnader, och de fick kejserligt bistånd till att genomföra ett ambitiöst byggnadsprogram. De kristna anpassade den romerska basilikan till den kristna mässan, och flera större basilikor uppfördes under 300- och 400-talen.

### Dans
Den kyrkliga dansen var stor under tidig medeltid. Det var en gammal kristen tradition att uttrycka sin glädje över Gud genom dans. Under medeltiden var det en vanlig uppfattning att änglarna dansade i himmelen, vilket självklart var ett mycket gott föredöme för den kristna dansen. Men dansens sätt att uttrycka sig genom kroppens rörelser låg dansen till last. Sakta men säkert uteslöts dansen ur kyrkan.